# 오대징

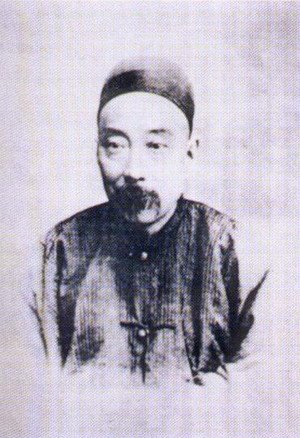
오대징

오대징(중국어 간체자: 吴大澂, 정체자: 吳大澂, 병음: Wú Dàchéng 우다청[*], 1835년 ~ 1902년)은 청나라의 외교관이자 장군으로 자는 지교(止敬) 또는 청경(淸卿), 호는 항헌(恆軒)이다. 갑신정변, 청일 전쟁 등에서 활약했다.
장쑤성 우셴(吳縣, 현재의 쑤저우) 출신으로 1884년 갑신정변 후 이홍장의 지휘 아래 청군 500명을 이끌고 조선에 들어와, 조선과 일본 간의 한성 조약 회담을 방해하였다. 1885년 인천과 의주 사이에 전선을 가설하자고 제의하여 후에 한성 전선 조약을 체결하게 하였고 1894년 동학 농민 운동과 지린성의 경계선 의정 협정에서 활약해 후난 순무가 되었다.
청일 전쟁 때 1군의 사령관이 되어 압록강 전투, 여순 전투, 영구 전투 등지에서 일본군과 싸웠으나 패하였다. 저서로 《고옥도고》, 《설문고주보》, 《항헌길금록》, 《전문논어》, 《효경》, 《자설》, 《권형도량실험고》, 《주진양한명인인고》 등이 있다.

## 참고 자료
- 이 문서에는 다음커뮤니케이션(현 카카오)에서 GFDL 또는 CC-SA 라이선스로 배포한 글로벌 세계대백과사전의 내용을 기초로 작성된 글이 포함되어 있습니다.